# Jolanta Guzik
Jolanta Guzik (ur. 31 grudnia 1981 w Jaworznie) – polska szachistka, mistrzyni FIDE od 2005, prezes Jaworznickiego Klubu Szachowego od 2009 roku.

## Kariera szachowa
Największe sukcesy w karierze odniosła w rozgrywkach szachowych z przyspieszonym tempem gry. W 2004 r. zdobyła w Jaworznie złoty, natomiast w 2007 r. w Szczucinie – brązowy medal mistrzostw Polski w szachach szybkich. Jest dwukrotną brązową medalistką mistrzostw Polski w szachach błyskawicznych (Łódź 1999, Myślibórz 2010), jak również pięciokrotną medalistką drużynowych mistrzostw Polski w szachach błyskawicznych (złotą: Myślibórz 2010; srebrną: Mielno 2007, Racibórz 2008; brązową: Polanica-Zdrój 2005, Katowice 2011), wszystkie w barwach klubu JKSz MCKiS Jaworzno.
W 2008 r. zajęła III m. (za Dariuszem Mikrutem i Mateuszem Kuziołą) w rozegranym w Dobczycach memoriale Józefa Dominika.
Najwyższy ranking w dotychczasowej karierze osiągnęła 1 lipca 2011 r., z wynikiem 2150 punktów zajmowała wówczas 30. miejsce wśród polskich szachistek.